# Castell de Montornès (Vallromanes)
El Castell de Montornès, de Sant Miquel o de Vallromanes és una fortificació medieval que hi ha a la part oriental del terme de Vallromanes, al límit del terme de Montornès del Vallès, al cim d'un turó; (la línia divisòria dalt el turó assenyala que les ruïnes del castell són del municipi de Vallromanes, mentre que les de la Capella de Sant Miquel de Montornès corresponen a Montornès). Des del castell s'albira tota la plana del Vallès Oriental.

## Història
El Castell de Montornès s'alça sobre les restes d'un antic poblat ibèric situat dalt del turó: el poblat ibèric del Turó de Sant Miquel. Fou arrasat amb la construcció del castell, però en resten vestigis a la falda de la muntanya, uns metres més avall.
La primera notícia escrita del castell de Montornès data del 1108 amb motiu d'un testament sacramental de Bernat Ramon jurat a l'altar de sant Sadurní màrtir (patró de la parròquia de Montornès), on deixa a la seva filla Estefania l'esmentat castell. El llinatge dels Montornès apareix per primera vegada el 1157 quan Pere de Montornès llega el castell al seu germà Guillem. El 1172 senyorejava la fortalesa Guillem de Bell-lloc. El 1189 Guillem de Sant Martí en les seves deixes testamentàries concedeix a Guillem Ramon la facultat de defensar el castell.
Al final del segle xii el llinatge dels Montornès s'havia emparentat amb la família cognomenada Santa Coloma. El 1195 es documenta que Guillema de Santa Coloma estava casada amb Ramon de Montornès. El 1285 n'era el seu senyor Berenguer d'Entença; tot seguit es ven i transfereix diverses vegades fins que és venut a Jaume II qui, el 1309, en farà donació al fill de Gilabert de Centelles. El 1342 el rei Pere III permuta el seu castell de Nules del regne de València i el de Montornès, però poc després, el mateix rei cedeix el castell a Pere de Montornès. El 1437 passa a mans de Galceran Armengol.
El terratrèmol del 25 de maig de 1448, tingué l'epicentre entre Cardedeu i Llinars del Vallès. La magnitud s'ha determinat que va ser de grau VIII, amb danys àmpliament distribuïts i causà moltes morts. Entre els danys documentats hi apareix el castell de Montornès.
En el marc de la II Guerra Civil Catalana els pagesos de remença es van apoderar del castell, i les tropes del veguer de Barcelona el van haver d'assetjar el 4 de gener de 1485, sense èxit.
El castell de Sant Miquel de Montornès romangué en possessió dels Montornès fins al 1621, que passà als Taverner, que esdevingueren a la fi d'aquest segle comtes de Darnius. El 1632 Vallromanes i Montornès formaven una batllia (al segle xix aquests pobles constituïen un sol municipi, fins que Vallromanes se'n separà a la primeria del segle XX). El 1718 el comte de Darnius reedificà l'antiga masia de la Torre Tavernera, al peu del castell (vessant est), que esdevindria en endavant residència dels senyors del castell de Montornès. Posteriorment, la propietat era dels Fiveller, que heretaren també el títol de comtes de Darnius, i al segle xix ho eren els Martorell. Finalment, al final del segle XX la propietat del castell i de la Torre Tavernera va passar a mans dels seus descendents, els comtes d'Alba de Liste.

## Arquitectura
Era una edificació de grans dimensions amb muralles que en alguns punts aprofitaven les parets de roca natural. Avui només en queda dempeus una meitat de la torre circular de l'homenatge i trossos de murs.
El castell es compon d'una torre circular i d'un recinte que envolta tot el cim del turó. La torre, de la qual només se'n conserva el sector septentrional, té un diàmetre interior de 3,4 m i un gruix de mur de 2,2 m. A una alçada d'uns 3,8 m hi havia una falsa cúpula. La torre devia ser molt més alta, però només s'han conservat uns 2 m. A nivell de primer pis s'endevina l'arrencada de l'arc de la porta (dues dovelles petites). Per les seves característiques fa pensar en un edifici de l'any 1000.
A uns 7 m de ponent de la torre hi ha restes d'un mur de 90 cm. A uns 25 m de la torre, cap al nord, es troben les restes d'una construcció de planta rectangular que inclou un mur de tancament corb d'un gruix de 120 cm construït amb carreus semblants als de la torre. És possible que aquestes construccions fossin afegides a la torre durant el s. XI.